# Streckkodsläsare

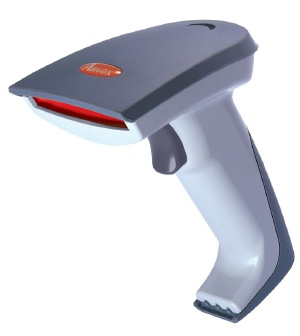
En handhållen streckkodsläsare.

En streckkodsläsare (även kallad streckkodsscanner) används för att läsa av olika typer av streckkoder. Läsaren är vanligen kopplad till en dator.
En laserbaserad streckkodsläsare fungerar genom att en laserstråle bestrålar streckkoden. En sensor (fotodiod) känner sedan av det ljus som reflekteras (det vita mellan strecken) och det som inte reflekteras (de svarta strecken). Den genererade signalen blir således binär i sin natur och kan därför lätt avkodas i en dator.